# Eupithecia elongata
Eupithecia elongata là một loài bướm đêm trong họ Geometridae.